# Geologiska Föreningen
Geologiska Föreningen är en svensk rikstäckande ideell förening med syfte att på olika sätt främja geologi och geovetenskap. Föreningen bildades år 1871, då under namnet Geologiska Föreningen i Stockholm. Föreningens förste ordförande var Otto Torell. Geologiska föreningen ger ut två tidskrifter, den vetenskapliga GFF och den populärvetenskapliga Geologiskt forum. På senare år ges även GF's Specialpublikation ut, främst med abstractsamlingar från konferenser och exkursionsguider. 
Föreningens medlemmar är både yrkesverksamma geovetare och personer med ett allmänt intresse för geovetenskapen.  
Föreningen utdelar ut priser ur Jubileumsfonden varje och i tillägg delas Jan Bergströms pris till unga forska ut varje år, Hjärnepriset var fjärde år och i samband med det Nordiska Geologiska Vintermötet delas även Lerforskningsfondens resestipendie ut . 